# Phrygischer Helm

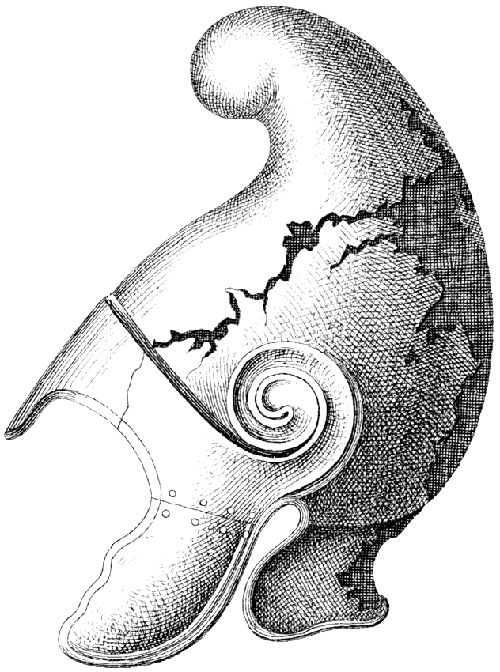

Als phrygischen oder thrakischen Helm bezeichnet man einen antiken Helmtyp aus Bronze, der hauptsächlich von den alten Griechen und in den hellenistisch beeinflussten Ländern getragen wurde.

## Beschreibung

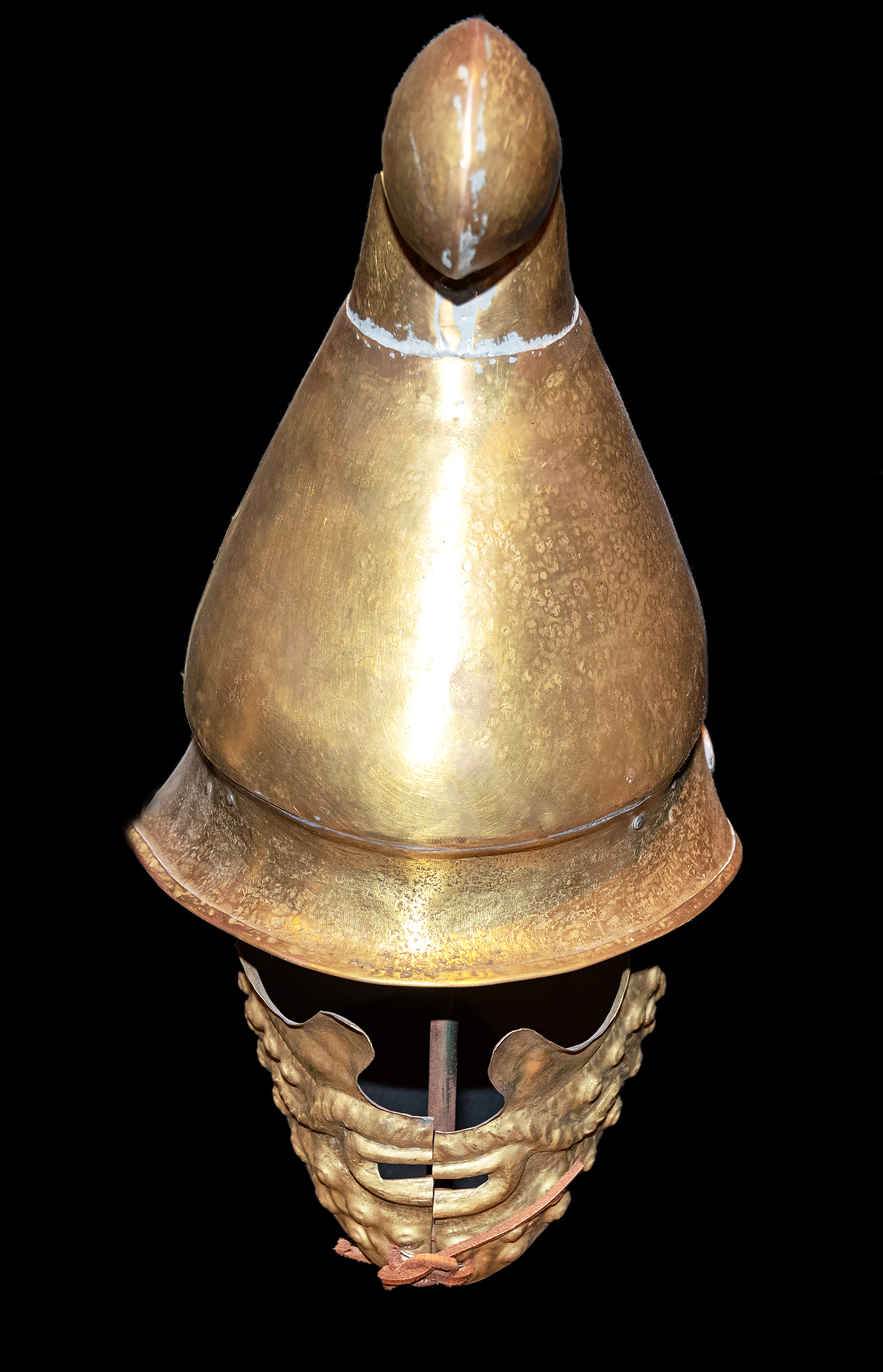
Moderne Nachbildung eines phrygischen Helms mit geschlossenen und verzierten Wangenstücken (sogenannter Bart)

Die Kalotte (Helmglocke) war hoch geformt und besaß in vielen Fällen eine nach vorne geneigte oder überfallende Spitze, ähnlich der phrygischen Mütze. Weitere Merkmale waren ein schmaler Augenschirm und große, angefügte Wangenstücke, die dem Gesicht guten Schutz boten. Letztere erinnerten ebenfalls an diejenige Form der phrygischen Mütze, die von den Thrakern getragen wurde. Die Wangenstücke konnten auch an Kinn und Oberlippe verschmolzen sein, in diesem Fall werden sie als „Bart“ bezeichnet (tatsächlich war häufig ein Bart als Verzierung eingeprägt). Auf der Glocke konnten manchmal eine Pferdemähne oder Federn angebracht sein. Auch bewegliche Wangenklappen und auch Flügel wurden an den Helmen angebracht.
Dieser Helmtyp findet sich bereits auf späthethitischen Bildwerken des 8. Jahrhunderts v. Chr., im Neuassyrischen Reich und auf Zypern. Nach Darstellungen in der griechischen Kunst wurde er vom 5. Jahrhundert v. Chr. bis zum 2. Jahrhundert v. Chr. häufiger verwendet. Die Hauptgebiete der Funde sind das Donaumündungsgebiet, Griechenland und Unteritalien.

## Ursprung
Basierend auf Beschreibungen von Helmen und Kleidungsstücken in den homerischen Epen und Ergebnissen der Experimentalarchäologie in den 1970er Jahren rekonstruierte Gérard Seiterle den „homerischen Lederhelm“ als den gemeinsamen Vorläufer von phrygischem Helm und phrygischer Mütze. Demnach handelte es sich beim korys (oder kyneae) tryphalos bzw. amphiphalos ursprünglich um einen Helm aus hart getrocknetem Rindsleder, genauer: aus der Fellpartie rund um den Hodensack eines Stiers, der allerdings schon früh mit Teilen aus Bronze verstärkt und dann ganz in Bronze nachgebildet wurde. Die schmückenden Beiwörter tryphalos und amphiphalos bedeuten in etwa: „mit vier phaloi versehen“, bzw. „beidseitig mit phaloi versehen“, das seltenere aulopsis: „röhrenförmig“ (wörtlich „stieläugig“). Bei diesen bisher schwer zu deutenden phaloi handelte es sich wahrscheinlich um die vier verkümmerten Zitzen des Stiers, die paarweise angeordnet sind und sich direkt vor dem Hodensack befinden. Beim Trocknen des über eine Kopfattrappe gestülpten Leders verhärten sich diese Zitzen zu hornartigen, röhrenförmigen Stacheln, die die Stirnpartie des Helmes zieren und zusätzlich verstärken. Der Hodensack wurde dabei ausgestopft und nach vorne gebogen (bei Homer als kymbachos bezeichnet). So ergab sich eine gute Grundlage für die Befestigung eines Helmbusches aus Rosshaar mit günstiger Gewichtsverteilung (lophos, vgl. die römische Crista). Rund um die Kalotte wurde ein Band aus Leder oder Metall gelegt (stephane), das die Naht zwischen Kalotte und den ebenfalls ledernen Wangen- und Nackenschützern verdeckte. Daneben erwähnt Homer noch eine weitere Kopfbedeckung aus Stierleder namens kataityx. Aus dem Umstand, dass sie als aphalos (ohne Phaloi) und alophos (ohne Busch) gekennzeichnet wurde, schließt Seiterle, dass diese Kopfbedeckung aus demselben Material, wie der beschriebene Helm bestand, aber nicht hart getrocknet, sondern weich gegerbt war. Diese Kopfbedeckung von leicht Bewaffneten und Meldeläufern wies wahrscheinlich weiterhin lange Ohren- und Nackenlaschen auf, wie sie auch frühe Formen der phrygischen Mütze noch aufweisen.